# Kulturtidskriften Yeah!
Yeah var en undergroundtidskrift som kom ut med 3 ½ nummer 1992-1993. Yeah! bestod av poesi, prosa, foto, serier och intervjuer av och med bland annat Sture Dahlström, Peter Birro, Papa Dee, Staffan Westerberg, Åsa Stjerna och Sven Nordkvist. Redaktionen bestod bland annat av den sedermera välkände scenpoeten och författaren Bob Hansson. Övriga redaktörer var Chimo Andersson, K-E Bolton, Torkel Forsberg, Alex Fridell, Thomas Jonsland, Ulf Kruckenberg och Martin Thulin.